# Ринггау
Ринггау (нем. Ringgau) — коммуна в Германии, в земле Гессен. Подчиняется административному округу Кассель. Входит в состав района Верра-Майснер.  
Занимает площадь 66,81 км²; 
население составляет 3078 человек (на 31 декабря 2010). 
Официальный код — 06 6 36 010.
Община подразделяется на 7 сельских округов.